# Ferrer Bassa

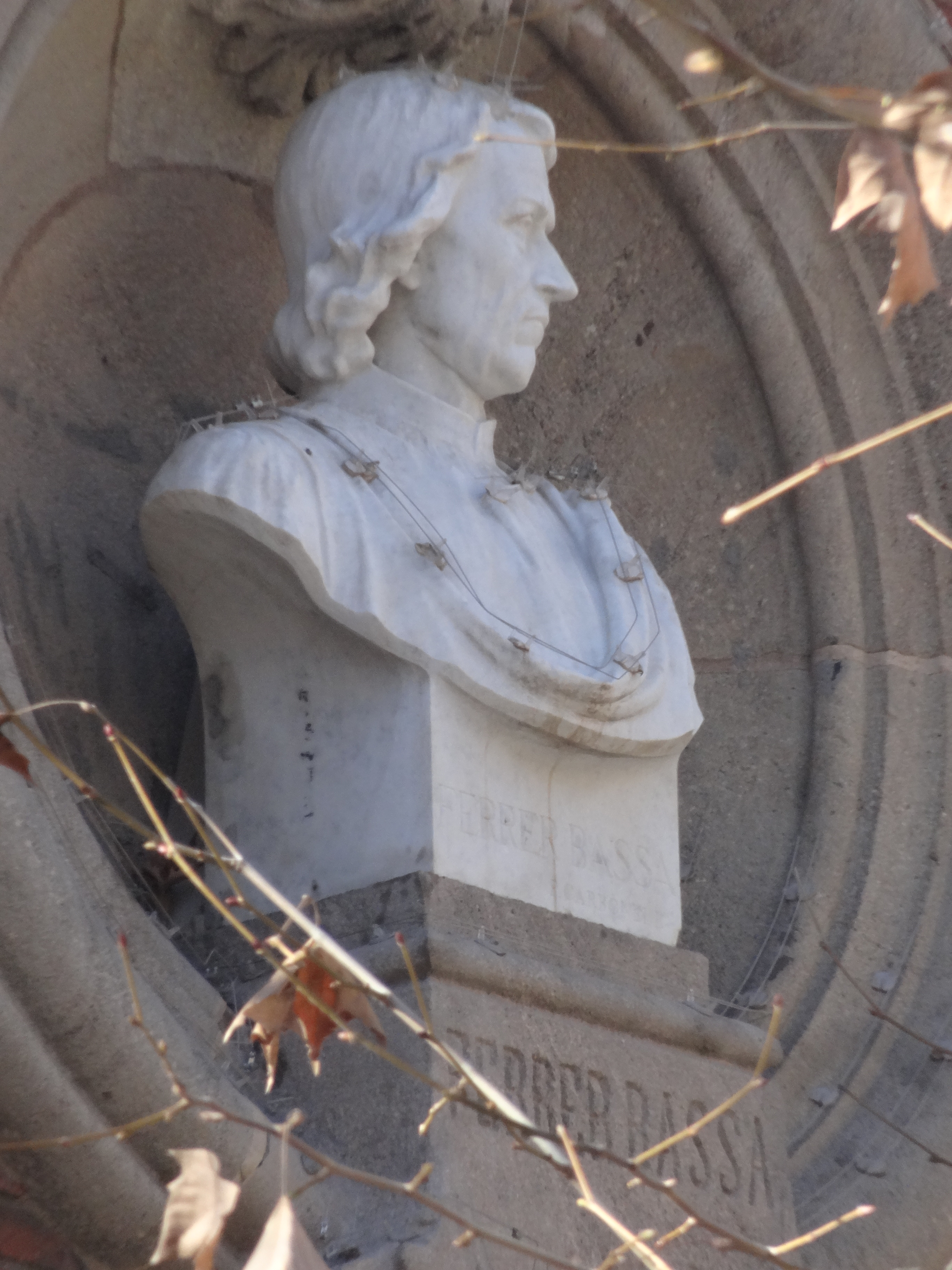
Pere Carbonell i Huguet, 1915, Jaume Ferrer Bassa.

Ferrer Bassa (aktiv 1324–1348), född omkring 1285, död 1348 i Barcelona, var en spansk konstnär och illuminist. Han och blev föregångare till så kallade Kataloniaskolan.
År 1324 och 1333 fick han uppdraget att utsmycka kapellet i Sitges. År 1343 till 1346 utförde han sitt mästerverk: tjugo stora fresker i San Miquel-kapellet i Pedralbes, Barcelona.

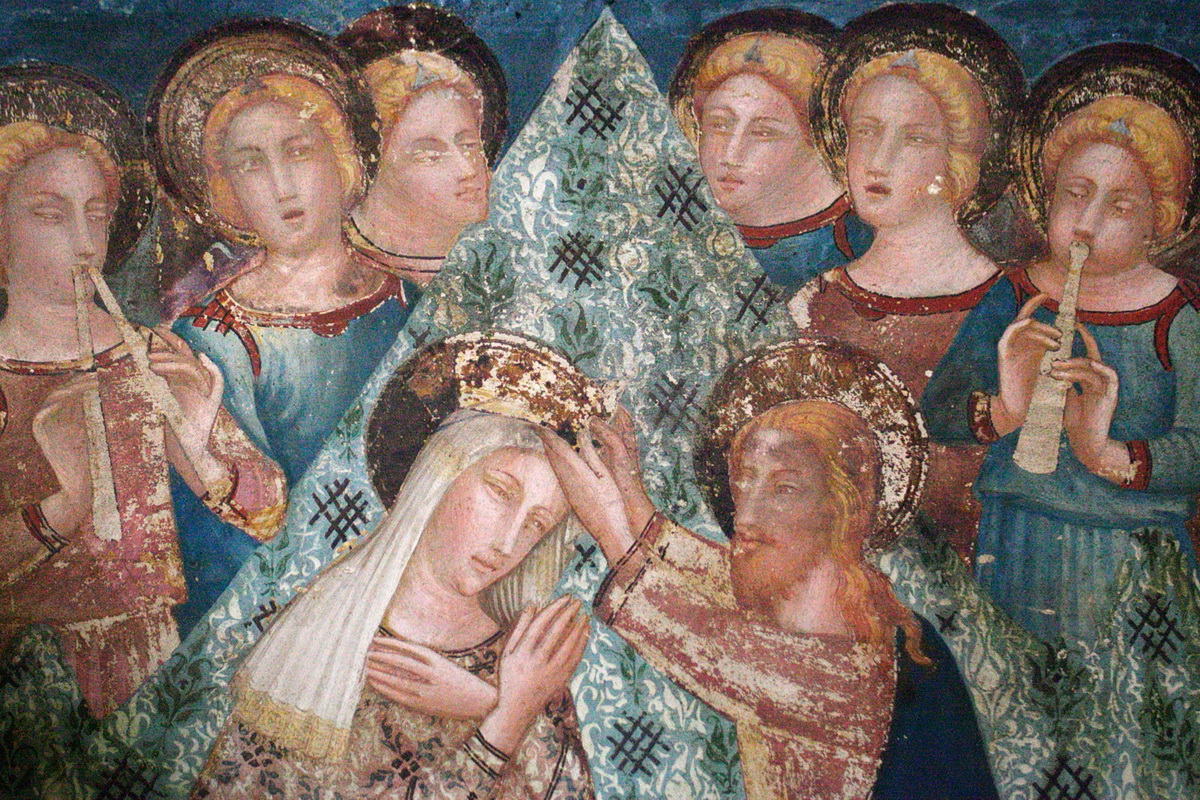
Detalj av Coronacio Mare de Deu i San Miquel.

Bassa avled 1348, troligen av pest.